# Höhndorf
Höhndorf là một đô thị thuộc huyện Plön, trong bang Schleswig-Holstein, nước Đức. Đô thị Höhndorf có diện tích 5,63 km², dân số thời điểm 31 tháng 12 năm 2006 là 386 người.